# スマッシュ積
数学において，2つの基点付き空間（すなわち区別された基点を持つ位相空間）X と Y のスマッシュ積（英: smash product）とは，積空間 X × Y において，すべての x ∈ X と y ∈ Y に対して (x, y0) と (x0, y) を同一視した商空間である．スマッシュ積は通常 X ∧ Y あるいは X ⨳ Y と書かれる．スマッシュ積は（X と Y がともに等質でない限り）基点の取り方に依存する．
X と Y をそれぞれ X × Y の部分空間 X × {y0} と {x0} × Y と考えることができる．これらの部分空間は一点 (x0, y0), X × Y の基点で交わる．したがってこれらの部分空間の合併はウェッジ和 X ∨ Y と同一視できる．するとスマッシュ積は商
{\displaystyle X\wedge Y=(X\times Y)/(X\vee Y)\,}
である．
スマッシュ積は代数的位相幾何学の一分野ホモトピー論において現れる．ホモトピー論では，すべての位相空間の圏とは異なる空間の圏でしばしば考える．これらの圏のうちスマッシュ積の定義をわずかに修正しなければならないものがある．例えば，2つのCW複体のスマッシュ積は，定義において積位相ではなくCW複体の積を用いることで，CW複体である．同様の修正は他の圏においても必要である．

## 例
- 任意の基点付き空間 X の0次元球面とのスマッシュ積は X に同相である．
- 2つの円のスマッシュ積は2次元球面に同相なトーラスの商である．
- より一般に，2つの球面 Sm と Sn のスマッシュ積は球面 Sm+n に同相である．
- 空間 X の円とのスマッシュ積は X の約懸垂に同相である：
{\displaystyle \Sigma X\cong X\wedge S^{1}.\,}
- X の k 重約懸垂は X と k 次元球面のスマッシュ積に同相である：
{\displaystyle \Sigma ^{k}X\cong X\wedge S^{k}.\,}
- 領域理論において，2つの領域の積を取ること (so that the product is strict on its arguments).

## 対称モノイド積として
適切な「便利な」圏（例えばコンパクト生成空間の圏）において，任意の基点付き空間 X, Y, Z に対して，自然な（基点を保つ）同相
{\displaystyle {\begin{aligned}X\wedge Y&\cong Y\wedge X,\\(X\wedge Y)\wedge Z&\cong X\wedge (Y\wedge Z)\end{aligned}}}
が存在する．しかしながら，基点付き空間の圏を素朴に考えると，これは誤りである．MathOverflow での議論を参照．
これらの同型は適切な基点付き空間の圏を，スマッシュ積をモノイド積として持ち基点付き0次元球面（離散二点空間）を単位対象として持つ，対称モノイド圏に変える．したがってスマッシュ積を基点付き空間の適切な圏におけるテンソル積のようなものと考えることができる．

## 随伴関係
随伴関手はテンソル積とスマッシュ積との類似をより正確にする．可換環 R 上の加群の圏において，テンソル関手 (– ⊗R A) は内部Hom関手 Hom(A,–) の左随伴である，つまり
{\displaystyle \operatorname {Hom} (X\otimes A,Y)\cong \operatorname {Hom} (X,\operatorname {Hom} (A,Y)).}
基点付き空間の圏において，スマッシュ積はテンソル積の役割を果たす．特に，A が局所コンパクトハウスドルフならば，随伴
{\displaystyle \operatorname {Hom} (X\wedge A,Y)\cong \operatorname {Hom} (X,\operatorname {Hom} (A,Y))}
がある，ただし Hom(A, Y) は基点を保つ連続写像の空間にコンパクト開位相を入れたものである．
特に，A として単位円 S1 を取ると，懸垂関手 Σ はループ空間関手 Ω の左随伴であることが分かる：
{\displaystyle \operatorname {Hom} (\Sigma X,Y)\cong \operatorname {Hom} (X,\Omega Y).}